# Ченате Сопра
Чена̀те Со̀пра (на италиански: Cenate Sopra; на ломбардски: Senat Sura, Сенат Сура) е малкло градче и община в Северна Италия, провинция Бергамо, регион Ломбардия. Разположено е на 330 m надморска височина. Населението на общината е 2571 души (към 2017 г.).